# Stazione di Barasso-Comerio
La stazione di Barasso-Comerio è una stazione ferroviaria della linea Saronno-Laveno. Sorge piuttosto in basso rispetto ai paesi a cui è intestata, più o meno a mezza costa fra Comerio ed il Lago di Varese.
L'impianto è gestito da Ferrovienord, società del gruppo FNM S.p.A, che la qualifica come stazione di tipo secondario
La stazione ha vinto il concorso Stazioni Fiorite nel 1991.

## Strutture e impianti
Il fabbricato viaggiatori è in ottimo stato.
L'impianto si compone di due binari passanti più un tronchino corto a lato Saronno.
Sono presenti marciapiedi lunghi 220 m, raggiungibili dall'utenza grazie ad un sottopassaggio, pensiline e una sala d'attesa.
Siccome tutti gli incroci da orario avvengono in questa stazione, sono stati effettuati degli interventi di potenziamento: prolungamento lato Laveno per circa 300 metri del binario d'incrocio (distanza fra segnale e deviatoio maggiore di 100 metri) ed installazione di un deviatoio percorribile a 60 km/h sul ramo deviato in direzione Laveno. A ciò va aggiunto un tronchino di salvamento lato Varese, il quale permette l'ingresso contemporaneo dei treni in stazione.
La circolazione è gestita in Dirigente Centrale Operativo (DCO) da Varese.
La stazione è impresenziata.

## Movimento
La stazione è servita dai tutti i treni regionali Trenord della direttrice Milano Cadorna-Saronno-Laveno Mombello. Grazie all'orario cadenzato e simmetrico delle corse, la stazione è un nodo secondario di interscambio: presso di essa al medesimo orario si incrociano i treni provenienti dalle due direzioni opposte. Nel caso specifico, gli incroci avvengono al minuto 00 di ogni ora ai quali si aggiunge il minuto 30 negli orari di punta.
Inoltre la stazione è servita dai treni RegioExpress RE1 Laveno - Varese - Saronno - Milano.